# 辛味大根
辛味大根（からみだいこん）は、ダイコンの品種。別名は吹散大根。京野菜の一つであり、「京の伝統野菜」に指定されている。また、小ぶりで辛味の強いダイコンの総称とされる事もある。

## 特徴
葉も根も小かぶによく似た形状で、直径4 - 5cm、30-50gほどの大きさとなる。葉柄の基部は紫色を呈する。9月に播種を行い、11月上旬から12月中旬に収穫する。
根部は強い辛味があり、肉質が緻密で水分が少ないため、大根おろしにすると蕎麦の薬味に最適とされる。ワサビのように非常に強くさわやかな辛味臭を有し、辛味成分である4-メチルチオ-3-ブテニルイソチオシアネートを他のダイコンの2倍以上含む一方で、水分や還元糖の含有量は他品種よりも少ない。

## 歴史と栽培地域
日本では元禄の頃から京都の原谷高原で栽培が始まり、江戸時代には香辛野菜として盛んに利用されていた。また、原谷が原産地であり、元禄から宝永にかけて現在の北区鷹峯で栽培が始まったともいう。近代以降は需要とともに生産が減少し、昭和初期に10戸ほどだった栽培農家は1980年代には1戸のみとなっていた。近年では、京都市が特産そ菜保存圃を設置して鷹峯の農家に栽培を委託しており、7戸が栽培を行っている。